# Riama petrorum
Riama petrorum är en ödleart som beskrevs av  Kizirian 1996. Riama petrorum ingår i släktet Riama och familjen Gymnophthalmidae. IUCN kategoriserar arten globalt som starkt hotad. Inga underarter finns listade i Catalogue of Life.